# (7236) 1987 PA
(7236) 1987 PA est un astéroïde Amor découvert en 1987.

## Description
(7236) 1987 PA a été découvert le 1er août 1987 à l'observatoire Palomar, situé au nord de San Diego en Californie, par Jeffrey L. Phinney.

### Caractéristiques orbitales
L'orbite de cet astéroïde est caractérisée par un demi-grand axe de 2,72 UA, un périhélie de 1,20 UA, une excentricité de 0,56 et une inclinaison de 16,34° par rapport à l'écliptique. Du fait de ces caractéristiques, à savoir un périhélie compris entre 1,017 et 1,3 UA, il est classé comme astéroïde Amor, une famille d'astéroïdes géocroiseurs, croisant l'orbite de la Terre.

### Caractéristiques physiques
(7236) 1987 PA a une magnitude absolue (H) de 18,3 et un albédo estimé à 0,361.